# البحث في مختبرات كود أورايلي
البحث في مختبرات كود أورايلي (O'Reilly Labs Code Search) هو محرك بحث يسمح مطوري البرمجيات بالبحث وتصفح الأكواد المصدرية من أوريلي ميديا حيث يوجد 2.6 مليون سطر من الأكواد من حوالي 700 عنوان في أورايلي.

 تحديث: لم تعد هذة الخاصي متوفرة من أورايلي

## وصلات خارجية
موقع أورايلي